# Маральник-2
Маральник-2 ― посёлок в Усть-Коксинском муниципальном районе Республики Алтай России. Входит в состав Чендекского сельского поселения.

## География
Расположено в приграничной территории юго-западной части Республики Алтай в горно-степной зоне и находится у реки Чёрный Ключ.
Уличная сеть состоит из одного географического объекта: ул. Ключевая.

## Население
| 2010 | 2011 | 2012 | 2013 | 2014 | 2015 |
| ---- | ---- | ---- | ---- | ---- | ---- |
| 14   | →14  | ↘9   | ↘8   | →8   | →8   |
| 2016 |      |      |      |      |      |
| →8   |      |      |      |      |      |

Национальный состав
Согласно результатам переписи 2002 года, в национальной структуре населения русские составляли 100 % от общей численности населения в 29 жителей

## Инфраструктура
Личное подсобное хозяйство. Животноводство (разведение маралов).